# エア・モーレア
エア・モーレア（英語: Air Moorea）はかつてフランス領ポリネシア・タヒチ島ファアア（パペーテ付近のコミューン）にあるファアア国際空港の敷地内に本拠地を置いていた航空会社である。ポリネシア諸島で旅客便を運航していた。メインベースはファアア国際空港であった。

## 歴史
同社は1968年9月に運航を開始し、エアタヒチが完全所有していた。
2007年8月9日、乗客19人とパイロット1人が搭乗していたエア・モーレア1121便がフランス領ポリネシア・モーレア島のモーレア空港（タマエ空港）を離陸してから約1分後にラグーンに墜落し20人が死亡した。この便はタヒチ島、ファアア国際空港に向かっていた。
詳細はエア・モーレア1121便墜落事故を参照。
同社は2010年11月から運航を停止している。

## 保有機材

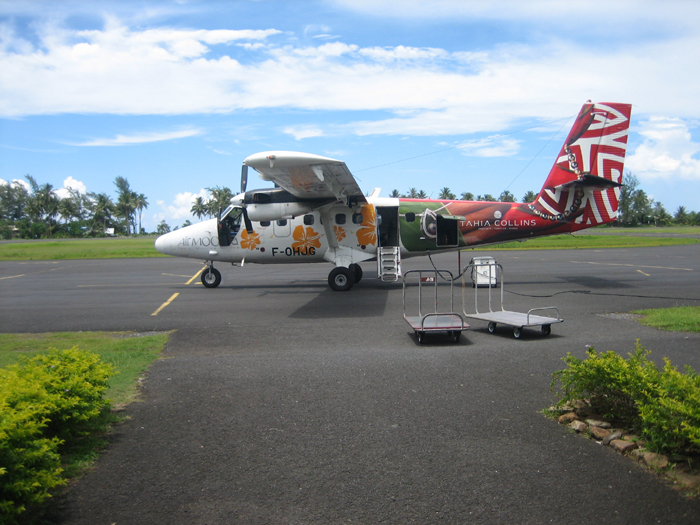
エア・モーレアのツイン・オッター（Tahia Collins 塗装）

エア・モーレアの保有機材は以下の通りであった（2007年3月時点）。
- デ・ハビランド・カナダ DHC-6 ツイン・オッター シリーズ300 3機
- 発注中： バイキング DHC-6 ツイン・オッター シリーズ400 2機[5]